# Aleksandra Antonova
Aleksandra Andrejevna Antonova, Са̄нндрэ Антонова (kildinsamiska), Sandra Antonova (nordsamiska), född 5 maj 1932 i Teriberka, död 8 oktober 2014 i Lovozero, var en rysk-kildinsamisk lärare, författare, poet och översättare. Aleksandra Antonova, som var aktiv kildinsamisk språkutövare, deltog i arbetet med att utarbeta det officiella kildinsamiska skriftspråket, vilket används sedan 1980-talet. Hon var författare till flera kildinsamiska läroböcker och skönlitterära böcker på kildinsamiska och ryska.

## Biografi
Aleksandra Antonova föddes i den kildinsamiska orten Teriberka i Murmansk oblast. År 1956 tog hon examen som lärare i ryska och litteratur vid Det statliga pedagogiska Herzen-Institutet i Leningrad. Efter att ha avslutat sin utbildning återvände Aleksandra Antonova till Kolahalvön och arbetade som lärare på internatskolan i Lovozero från 1956 fram till pensionen. 

År 1976 grundades en arbetsgrupp för samisk språkplanläggning inom utbildningssektionen vid kommunistpartiets centralkommitté i Murmanskområdet. Under ledning av pedagogen och språkvetaren Rimma Kurutsj började den samisktalande läraren Aleksandra Antonova tillsammans med pedagogen Boris Gluhov från Murmansk att utarbeta en ny ortografi och nya läromaterial för kolasamerna. I fortsättningen spelade Antonova en stor roll i arbetet med etableringen av den nya ortografin och språkundervisningen. Hon började använda den nya språknormen i sin kildinsamiska undervisning för eleverna på internatskolan och började skriva på den första kildinsamiska läroboken som kom ut 1982. 1985 publicerade arbetsgruppen i Murmansk, som hade vuxit med flera nya samiska medarbetare, en omfattande kildinsamisk-rysk ordbok. Författarna till ordboken var Aleksandra Antonova, Nina Afanasjeva och flera andra kildinsamer. Även Georgij Kerts kildinsamisk-rysk-kildinsamiska ordbok från 1986 har kommit till med hjälp av Aleksandra Antonova som modersmålstalande konsultant.[källa behövs]

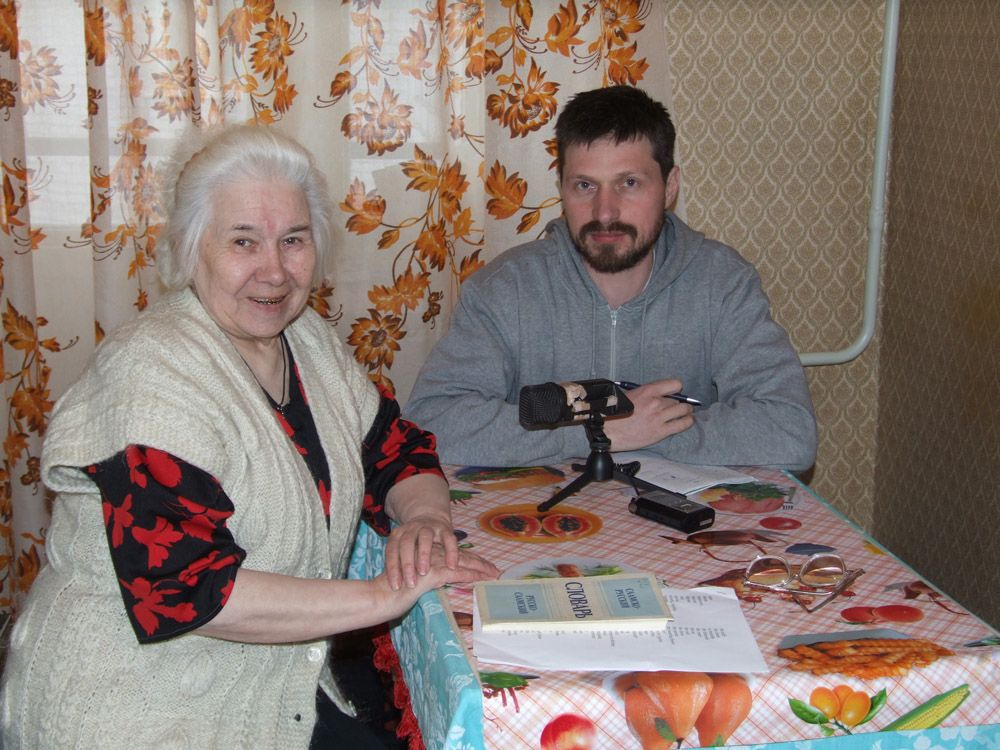
Aleksandra Antonova tillsammans med lingvisten Michael Rießler i Lovozero (2008)

Åren 1993–2007 arbetade Aleksandra Antonova som redaktör och radiotalare för de samiska radiosändningar som sändes av den kommunala radion i Lovozero. Hon gav även en radio-kurs i kildinsamiska.[källa behövs]
Vid sidan av sitt arbete som lärare och språkaktivist var Aleksandra Antonova också en produktiv författare som skrev flera diktsamlingar för barn och vuxna på både kildinsamiska och ryska. Hon översatte också litteratur från kildinsamiska till ryska och från ryska till kildinsamiska. Alexandra Antonovas mest kända översättning är Astrid Lindgrens tre böcker om Pippi Långstrump som publicerades med hjälp av språkforskaren Elisabeth Scheller i ett samlingsband på kildinsamiska 2013. Förutom skönlitteratur översatte hon även kyrkolitteratur. Aleksandra Antonova arbetade också som korrekturläsare och översättare för kildinsamiska texter och som informant för språkdokumentationsprojekt.

## Priser
- 2012 Gollegiellapriset (tillsammans med Nina Afanasjeva)

## Verk
Läroböcker
- 1982 Са̄мь букварь. Leningrad.
- 2004  А̄й са̄ннҍ. Букварь. Учебник для 1 класса саамских школ. Sankt Petersburg.

Ordböcker
- 1985 Aleksandra A. Antonova, Nina E. Afanasjeva, Ekaterina I. Metjkina, Lasar D. Jakovlev, Boris A. Gluhov. Саамско-русский словарь (svenska "kildinsamisk-rysk ordbok"), red. Rimma D. Kurutj. Moskva: Русский язык, 1985
- 2014 Aleksandra A. Antonova. Са̄мь-рӯшш са̄ннҍнэххьк = Саамско-русский словарь (svenska "kildinsamisk-rysk ordbok"), red. Anfisa M. Ageeva, Semen N.  Galkin, Domna M. Chomjuk och Elisabeth Scheller. Murmansk: АНО Арктический центр научных исследований и экспертиз, 2014. ISBN 978-5-9906193-1-9. 376 s.
- Aleksandra Andreevna Antonova|Antonova A.A. & Scheller E. 2021. Saamsko-russkij i Russko-saamskij slovar' (okolo 16 000 slov) (svenska "kildinsamisk-rysk och rysk-kildinsamisk ordbok"). UiT The Arctic University of Norway, Tromsø.

Skönlitteratur
- 2004 Пӣрас: стӣха кыррьй паррнэ гуэйкэ = Bearaš: mánáid diktagirji. Kárášjohka.
- 2007 Струны сердца. Murmansk.

Bibelöversättning
- 1996 Ӣсус – па̄ррнэ ка̄ннҍц (Евангелий для детей «Иисус – друг детей»). Stockholm.
- 2022. Ма̄ххьтвесьт пассь евангеле (svenska "Matteusevangeliet"), övers. Aleksandra A. Antonova, red. Elisabeth Scheller, Elvira Galkina. Institutet för Bibelöversättning, Stockholm. 112 s.

Skönlitterära översättningar
- 1996 Виллькесь пуаз (повесть Бажанова А. А. «Белый олень»). Kárášjohka.
- 2003 Ка̄йне ла̄йххь (сказки Большаковой Н. П. «Подарок чайки»). Murmansk.
- 2007 Вӣллькесь пуаз (перевод стихов Матрехина И. Я. «Белый олень»). Murmansk (tillsammans med Anfisa M. Ageeva).
- 2008 Сергей Есенин на саамском. Стихотворения. Murmansk (tillsammans med Sofija E. Jakimovitj).
- 2013 Та̄рьенч Кукесьсуххк (сборник трёх произведений Астрид Линдгрен про Пеппи Длинныйчулок: «Пеппи поселяется на вилле Курица», «Пеппи отправляется в путь», «Пеппи в стране Веселии»). Murmansk.